# Triaeris bodanus
Triaeris bodanus är en spindelart som beskrevs av Arthur M. Chickering 1968. Triaeris bodanus ingår i släktet Triaeris och familjen dansspindlar. Inga underarter finns listade i Catalogue of Life.